# TRACE
TRACE (англ. Transition Region and Coronal Explorer або Досліджувач корони та перехідної області у Сонця) - космічний телескоп НАСА, розроблений для досліджень зв'язків між детальною структурою магнітних полів та відповідною поведінкою плазмових потоків на Сонці через отримання високоякісних зображень (з високою роздільною здатністю) сонячної фотосфери та перехідної області між фотосферою та сонячною короною. Основну увагу TRACE приділяє дослідженню детальної структури корональних магнітних петель, що виникають в глибоких шарах сонячної атмосфери. TRACE належить до категорії малих місій з дослідження космосу.
Цей супутник було збудовано у Космічному Центрі Польотів ім. Гударда (англ. Goddard Space Flight Center) НАСА. Його телескоп зконструйовано консорціумом Центром Передових Технологій (англ. Advanced Technology Center) на чолі з Мартіном Локхідом (англ. Lockheed Martin). Оптику було дизайновано й побудовано Смітсонівською Астрофізичною Обсерваторією (SAO) [Архівовано 22 лютого 2011 у Wayback Machine.] в Кембриджі. TRACE було запущено на орбіту 2 квітня 1998 р. за допомогою ракети-носія Пегас. Цей супутник має 30 см апертуру та 1024 x 1024 ПЗЗ детектор з полем зору 8,5 мінут. Точність наведення телескопа на об'єкт спостережень становить 0,1 кутової секунди. TRACE здатен реєструвати скорельовані зображення в ділянці довжин хвиль видимого випромінювання, у вузькосмуговому фільтрі центрованому на лінію водню Лайман-альфа й навіть у ділянці ультрафіолету. Зазначені області довжин хвиль випромінювання відповідають різним емісійним температурам сонячної плазми, які сягають від 4000 K до 4000000 K. Його оптика застосовує спеціальну технологію багатьох шарів для фокусування в області EUV, чиє випромінювання майже не проходить крізь загальновживану оптику. Цю технологію було випробувано ще в 1980х та 1990х роках для знаття зображень Сонця приладами MSSTA та NIXT.

## Параметри орбіти
- Відстань в перигелії: 602 км
- Відстань в апогеї: 652 км
- Нахил орбіти: 97,8 градусів
- Період обертання навколо Землі: 97,1 хвилин

## Фото-галерея

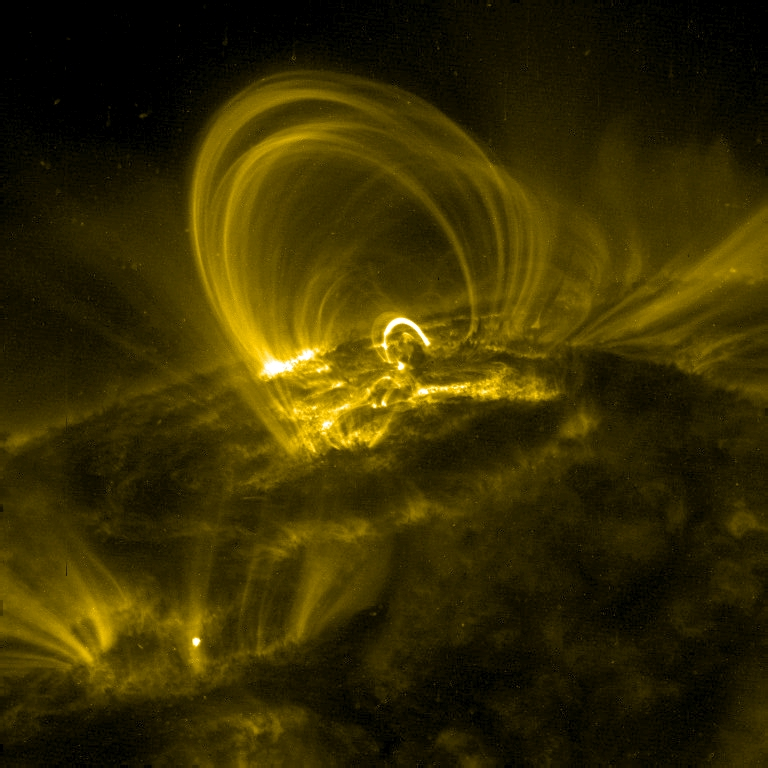
TRACE зображення типових магнітних петель, де сонячна плазма нагрівається до мільйона Кельвін
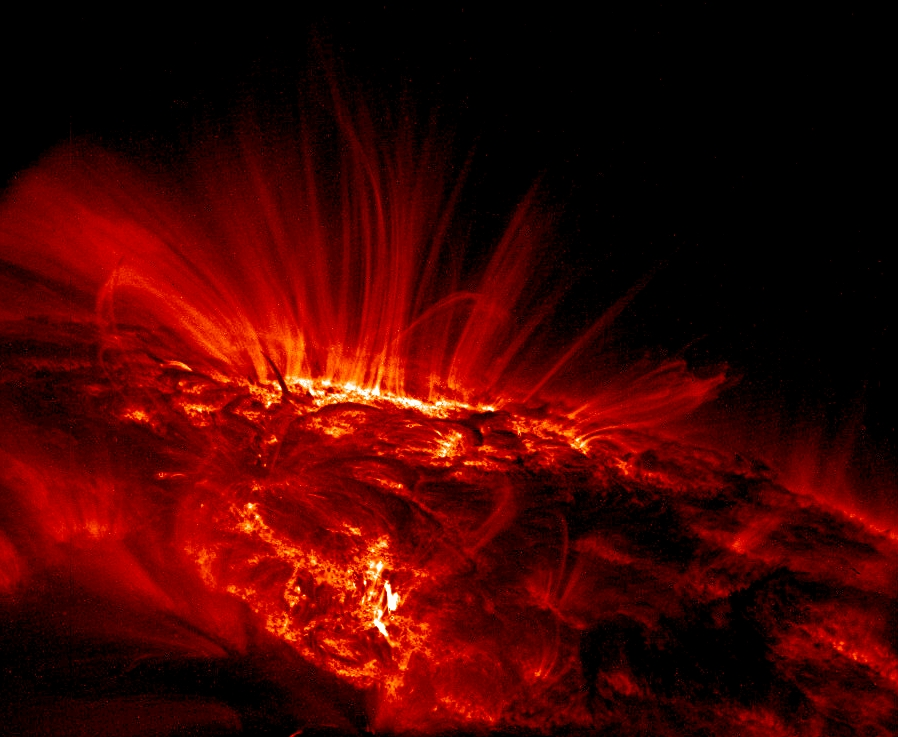
Зображення сонячної плями отримане за допомогою TRACE
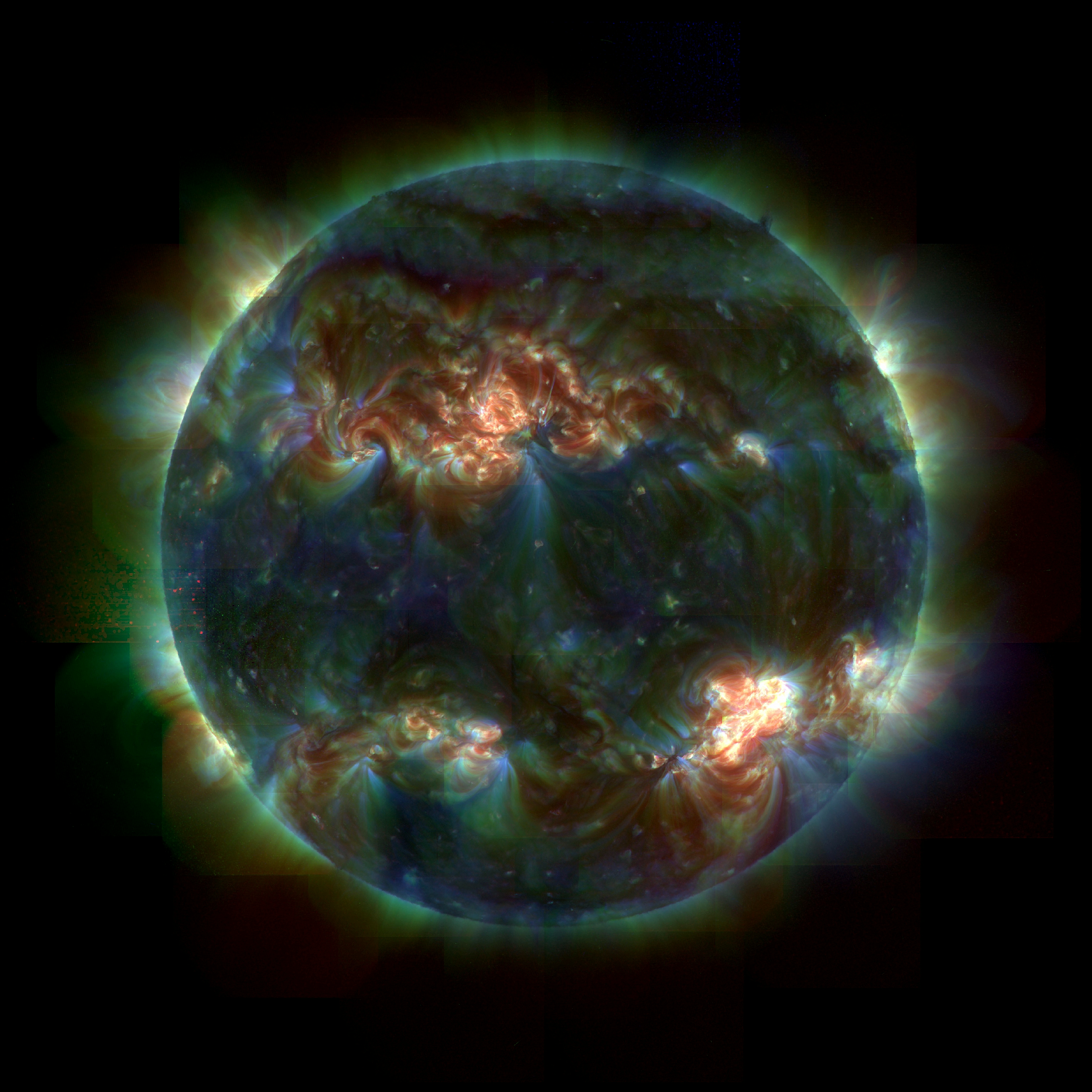
TRACE мозаїка повного диску Сонця